# Momo Kapor
Momčilo "Momo" Kapor (Szarajevó, 1937. április 8. –‎ Belgrád, 2010. március 3.) szerb író és festő.
Számos forgatókönyv, több mint negyven regény, novella, útikönyv, önéletrajzi könyv és esszé szerzője. A hatvanas évek elején rádió-, tévé- és színházi drámák szerzőjeként került be az irodalmi körökbe. Könyveit húsz nyelvre fordították le. A Od sedam do tri című novelláskötete, valamint Zelena čoja Montenegra és Poslednji let za Sarajevo című regényei a lausanne-i L'Age d'homme kiadónál jelentek meg franciául, míg Dosije Šlomović a vevey-i Xenie kiadónál.
Festményeit New Yorkban, Bostonban, Genfben, Frankfurtban, Londonban és más városokban állították ki. Illusztrátorként is ismert volt, saját és más szerzők számos könyvét illusztrálta. A Szerb Köztársaság Tudományos és Művészeti Akadémiájának rendes tagja volt.

## Fiatalkora
Kapor 1937-ben született Szarajevóban, Drinai bánságban, a Jugoszláv Királyságban. Édesapja, Gojko Kapor banki tisztviselő volt, édesanyja, Bojana pedig háziasszony. 1941-ben, a második világháború idején bomba hullott arra a házra, amelyben Kapor, a nagymamája és az édesanyja menedéket talált. Kapor édesanyja pajzsként használta a testét, és bár meghalt, Kapor túlélte. Visszagondolt arra a napra, és eszébe jutott, hogy még a kismacska is meghalt, akit a karjában tartott. Kapor nagyon keveset tudott az édesanyjáról, hiszen a családban nem sokat beszéltek róla. Közvetlenül a második világháború után a családjával a szerbiai Belgrádba költözött, ahol élete nagy részében maradt.

## Iskolái
Fiatalon a belgrádi Művészeti Akadémián tanult festészetet Nedeljko Gvozdenović professzor irányításával. Bár Kapor festészetből diplomázott, már fiatalon megszerette az írást. Ezért a művészeti tanulmányok mellett a hírek írásával is foglalkozott. Hírcikkeket és interjúkat írt, majd írását saját reprezentatív portréjával vagy illusztrációjával kísérte. Ezzel a módszerrel tudta ötvözni élete két legnagyobb szenvedélyét, a festészetet és az írást.

## Irodalmi művek
Kapor az egyik legnépszerűbb szerb író, akinek irodalmi jelensége három évtizeden keresztül terjedt el. Könnyen magára vonta a közönség figyelmét azzal, hogy folyamatosan írta a kor valóságáról szóló elmélkedéseit. Az egykori Jugoszláviából származó emberek generációit Kapor írásai kötötték össze, amelyek a zágrábi „Znanje” kiadó és a híres „Hit” könyvtár bestsellerévé váltak.
Kapor számos dokumentumfilmet, televíziós műsort és regényt is írt. Az „Una” és a „Panaszkönyv” (Knjiga žalbi) című regényeiből film is készült. Ezeket a filmeket többek között francia, német, lengyel, cseh, bolgár, magyar, szlovén és svéd nyelvekre fordították le. Leghíresebb művei: „Ada”, „Zoe”, „Héttől háromig” (Od sedam do tri) és „Az elveszett város krónikája” (Hronika izgubljenog grada).

## Művészet
Számos festményét állította ki különböző országokban, például az Egyesült Államokban, Németországban és Franciaországban. Az ok, amiért inkább külföldön, mint Belgrádban állította ki műveit, az volt, hogy nem élvezte a Belgrádban uralkodó „művészeti légkört”. Úgy érezte, hogy Belgrádban sok nagyszerű művész feledésbe merült, míg más országokban egy új, feltörekvő művész nem „törli” el azokat, akik előtte voltak.

## Halála
Két műtét után Kapor 2010. március 3-án torokrákban halt meg.

## Művei
- Foliranti, 1975
- Provincijalac, 1976
- Ada, 1977
- Lanjski snegovi, 1977
- Hej, nisam ti to pričala, 1978
- Zoe, 1978

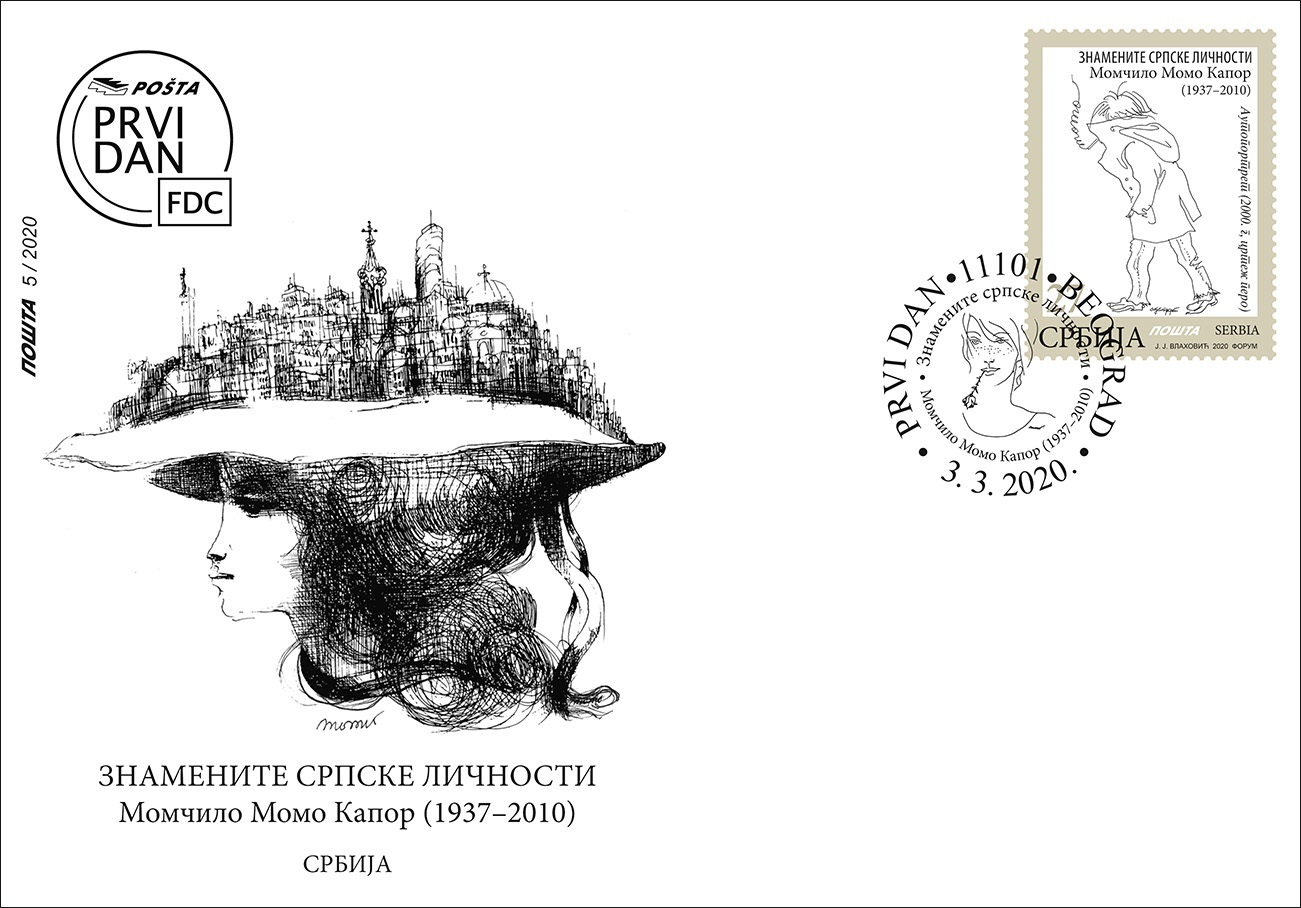
Egy 2020-as képeslap Kapor művével (balra) és önarcképével (jobbra)

- Beleške jedne Ane (hronika u 26 glava), 1978
- Skitam i pričam: putopisni dnevnik, 1979
- 101 priča, 1980
- Una: ljubavni roman, 1981
- Onda, 1982
- Sentimentalno vaspitanje, 1983
- Knjiga žalbi, 1984
- 011-Istok-Zapad, 1990
- Halo, Beograd, 1990
- Dama skitnica i off priče, 1992
- Zelena čoja Montenegra, 1992
- Blokada 011, 1992
- 100 nedelja blokade, 1994
- Lero – kralj leptira, 1995
- Poslednji let za Sarajevo, 1995
- Hronika izgubljenog grada, 1996
- Od sedam do tri, 1996
- Smrt ne boli: priče iz poslednjeg rata, 1997
- Najbolje godine i druge priče, 1997
- Ivana, 2001
- Od istog pisca, 2001
- Legenda o Taboru, 2002
- Sanja, 2003
- Čuvar adrese
- Dosije Šlomović
- Konte
- Lep dan za umiranje
- Ljubavne priče
- Samac
- Uspomene jednog crtača
- Eldorado
- Putopis kroz biografiju

### Magyarul megjelent művei
- Tisztviselő-galaxis. Regény (Old sedam do tri) – Európa, Budapest, 1985 (Modern könyvtár) · ISBN 9630737442 · fordította: Gyimót Ágnes, utószó Predrag Stepanović

## Fordítás
- Ez a szócikk részben vagy egészben  a   Momo Kapor című angol Wikipédia-szócikk fordításán alapul.  Az eredeti cikk szerkesztőit annak laptörténete sorolja fel. Ez a jelzés csupán a megfogalmazás eredetét és a szerzői jogokat jelzi, nem szolgál a cikkben szereplő információk forrásmegjelöléseként.